# Роттюм (Фрисландія)
Роттюм (нід. Rottum) — село в нідерландській провінції Фрисландія. Входить до муніципалітету Фріске-Маррен.
Його площа становить 6,93 км², а населення станом на 2021 рік складало 750 осіб.
Перша згадка про населений пункт датується кінцем 13-го сторіччя.

## Галерея

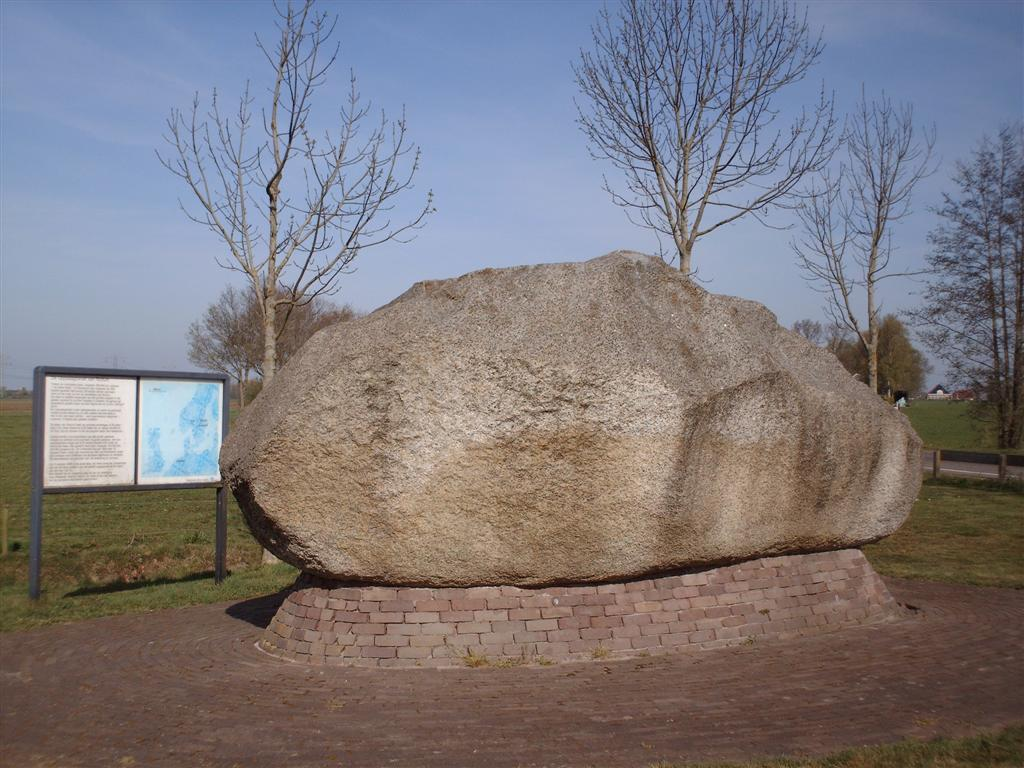
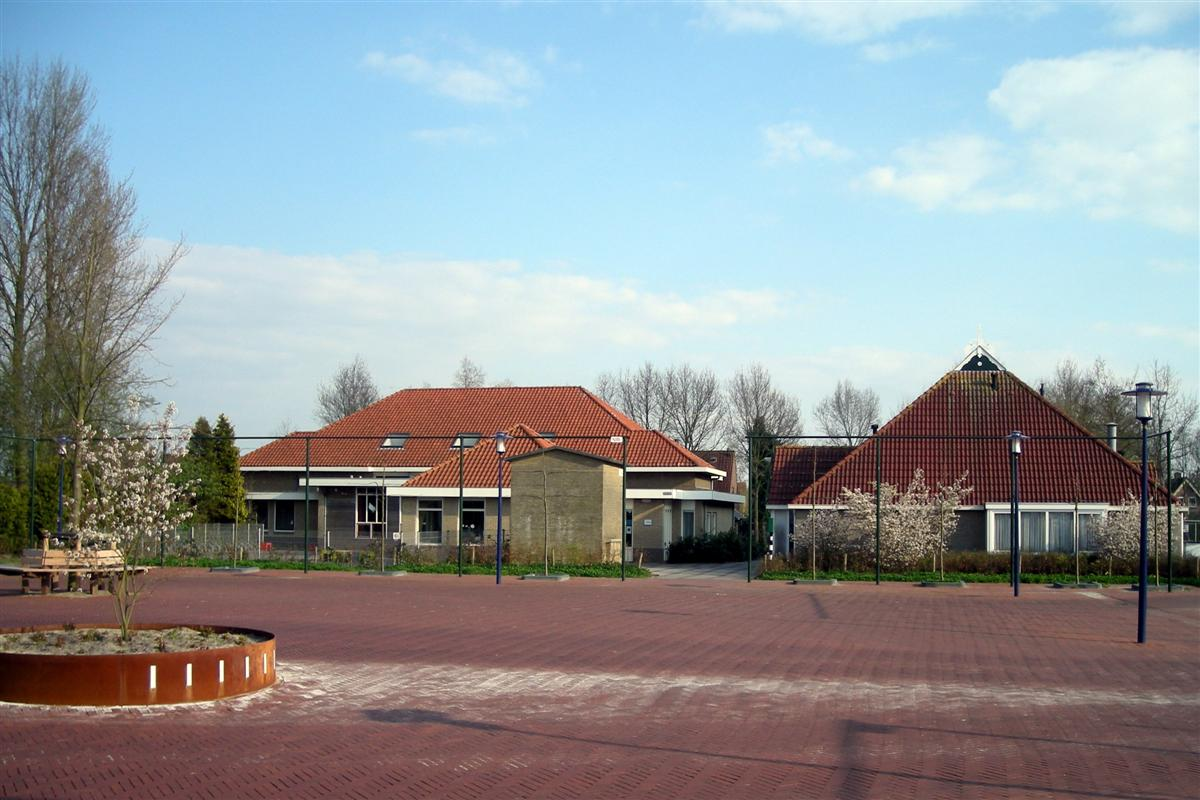

## Визначні уродженці
- Антуанетте де Йонг (нар. 1995) — нідерландська ковзанярка, олімпійська медалістка[2].